# L'orologiaio cieco
L'orologiaio cieco (titolo originale The Blind Watchmaker: Why the Evidence of Evolution Reveals a Universe Without Design) è un libro di Richard Dawkins, nel quale egli presenta una spiegazione, e una discussione, della teoria dell'evoluzione mediante la selezione naturale. Inoltre, offre una discussione per respingere certe critiche mosse al suo primo libro, Il gene egoista.
Nel 1987 il libro ha ottenuto il premio della Royal Society of Literature ed il premio del Los Angeles Times nella categoria attualità (current interest).

## Contenuto

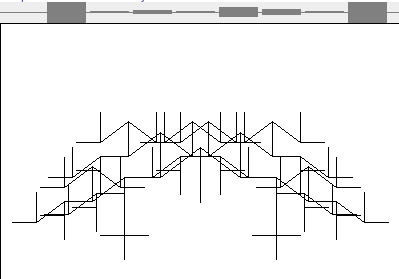
Esempio di "biomorfo" prodotto da un programma per computer che simula un sistema evolutivo artificiale. I parametri dei "geni" che esprimono questo specifico biomorfo sono visibili nella barra al di sopra della figura.

In questo libro l'autore affronta il tema della complessità del mondo biologico dal punto di vista della moderna biologia evolutiva, spiegando come l'estrema improbabilità legata alle sofisticate configurazioni degli esseri viventi possa trovare una risposta soddisfacente nella corretta conoscenza del funzionamento dei sistemi selettivi secondo logiche darwiniane. Rifacendosi alla celebre analogia dell'orologiaio del filosofo e teologo William Paley, Dawkins la modifica in quella dell'orologiaio cieco, dove l'affascinante varietà e complessità degli organismi diventano una conseguenza inevitabile di processi di selezione naturale che rendono superflua la necessità dell'esistenza di un disegno intenzionale ad opera di un'entità sovrannaturale.
Per spiegare il modo in cui si sono sviluppati organi estremamente sofisticati come l'occhio o l'ancor più singolare sistema di ecolocazione ultrasonica del pipistrello, non bastano però meccanismi legati a semplici variazioni casuali, che anche nel caso di tempi lunghissimi, come quelli della vita sulla terra, non risulterebbero minimamente sufficienti al raggiungimento di un tale grado di complessità. Ma un sistema di selezione cumulativa, in cui ad ogni passo i miglioramenti vengono messi alla prova, scartando le soluzioni meno efficienti, è la soluzione che avviene in natura per arrivare a creare ordine dal caos, ottenendo risultati strabilianti, in grado di sfidare le leggi di probabilità.
Per simulare questi meccanismi e renderli più semplici da comprendere e visualizzare, l'autore ha quindi sviluppato un semplice programma per computer in grado di creare e modificare strutture bidimensionali ramificate secondo schemi che simulano i meccanismi biologici, compresa la derivazione genetica, in questo caso rappresentata attraverso parametri numerici operanti sulle forme stesse. Questi semplici "biomorfi", selezionati nella loro evoluzione secondo logiche arbitrarie operate dall'autore, sostituitosi in questo all'opera della selezione naturale, hanno mostrato una notevole capacità di ricreare forme di estrema complessità in un numero limitato di passaggi. L'autore prende spunto da questo esperimento per sostenere come l'opera di passaggi piccoli e graduali risulti l'unica via percorribile dal punto di vista evoluzionistico, poiché salti più significativi non potrebbero sfruttare il meccanismo di selezione cumulativa, affidando il successo della mutazione unicamente al caso, rendendo perciò altamente improbabile qualsiasi cambiamento efficiente.
Per sostenere questa visione, e per sfatare una delle obiezioni più comuni al meccanismo evolutivo secondo logiche darwiniane, Dawkins mostra come si ritrovino nelle tracce fossili ed in natura innumerevoli esempi di come queste variazioni continue di efficienza si siano prodotte e sviluppate in organi ed esseri viventi. Fatto ulteriormente dimostrato dai numerosi casi di convergenza evolutiva, in cui problemi simili hanno portato specie diverse a sviluppare indipendentemente soluzioni sovrapponibili, come l'ecolocazione di pipistrelli e cetacei, o le molte strategie sociali comuni a formiche e termiti. Il tutto sotto il controllo di una molecola dotata della fondamentale capacità dell'autoreplicazione, il DNA, che tramite la ripetizione di semplici sequenze riesce ad immagazzinare una sbalorditiva quantità di informazioni, le quali a loro volta possono dare vita a strategie per la sopravvivenza di grande raffinatezza e complessità, tra cui gli organismi viventi. Questo grazie a meccanismi di interazione tra geni di tipo collaborativo che nel tempo hanno portato alla creazione di sistemi biologici sempre più complessi, ed alla parallela competizione tra gli organismi biologici stessi, impegnati in una rincorsa senza fine per la sopravvivenza.
Nell'ultima parte l'autore si occupa delle teorie che si sono poste come alternative al darwinismo classico, come quella degli equilibri punteggiati, mostrando come in questo caso le supposte differenze siano il frutto di alcuni fraintendimenti e manipolazioni mediatiche, piuttosto che reali differenze nei meccanismi proposti. Riguardo a teorie decisamente in opposizione a quella proposta dal neodarwinismo, come quella di Lamarck, o quella mutazionista, l'autore ne illustra i punti deboli, e come il neo-darwinismo risulti molto più efficace nello spiegare le sorprendenti capacità di adattamento degli organismi all'ambiente.

## Edizioni
- L'orologiaio cieco. Creazione o evoluzione?, traduzione di Libero Sosio, Milano, Rizzoli, 1988, ISBN 88-17-85284-8.
- L'orologiaio cieco, Collana Oscar Quark, Milano, Mondadori, 2003-2018.